# Йовково
Йо́вково (болг. Йовково) — село в Болгарии. Находится в Добричской области, входит в общину Генерал-Тошево. Население составляет 326 человек.

## Политическая ситуация
В местном кметстве Йовково, в состав которого входит Йовково, должность кмета (старосты) исполняет Алибрям Хасан Сали (Движение за права и свободы(ДПС)) по результатам выборов.
Кмет (мэр) общины Генерал-Тошево — Димитр Михайлов Петров (Коалиция в составе 2 партий: Политическое движение социал-демократов (ПДСД), Болгарская социалистическая партия (БСП)) по результатам выборов.